# Province de Última Esperanza
Pour les articles homonymes, voir Esperanza.
La province de Última Esperanza est l'une des quatre provinces de la région de Magallanes et de l'Antarctique chilien, au Chili. Les autres provinces de la région sont : la province de Magallanes, la province de Terre de Feu et la province de l'Antarctique chilien.
D'une superficie de 16 483,1 km2, la province de Última Esperanza a une population de 19 855 habitants, dont 16 978 habitent la capitale provinciale, Puerto Natales. 

## Toponymie

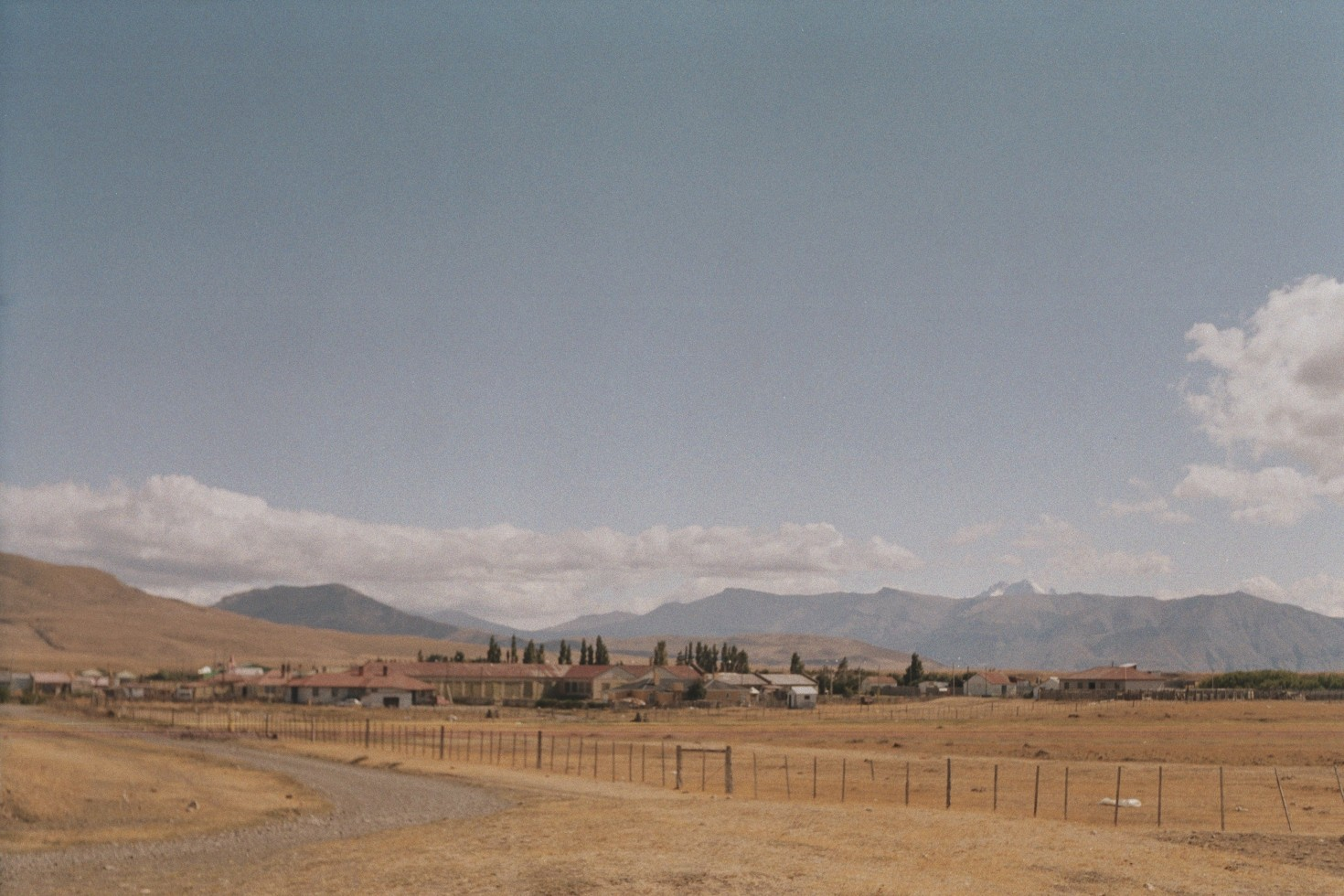
Cerro Castillo.

La province tire son nom du Seno Última Esperanza, du nom du navigateur espagnol Juan Ladrillero, chargé de reconnaître l'entrée occidentale du détroit de Magellan et la côte atlantique de la Patagonie. Lorsqu'il pénètre dans les canaux de Patagonie et qu'il ne trouve pas l'entrée ouest du détroit, Ladrillero se décourage. Cependant, en arrivant à l'embouchure du détroit, l'explorateur espagnol pense avoir trouvé le détroit. Malheureusement, il se rend compte qu'il s'agit d'un fjord ou d'un sinus et le nomme Seno de Última Esperanza, car c'était son « dernier espoir » de trouver le détroit de Magellan,.

## Communes
La province est divisée en deux communes (leurs capitales) : 
- Natales (Puerto Natales)
- Torres del Paine (Cerro Castillo).

## Économie
En 2018, le nombre d'entreprises enregistrées dans la province d'Última Esperanza était de 894. L'indice de complexité économique (ICE) pour la même année était de -0,45, tandis que les activités économiques ayant l'indice d'avantage comparatif révélé (ACR) le plus élevé étaient le transport de passagers par véhicules à traction humaine et animale (92,09), la construction de petits bateaux (66,38) et le commerce de détail d'articles typiques et d'artisanat (65,53).

## Politique

### Gouverneurs provinciaux (1990-2021)
| Gouverneur                  | Parti | Parti  | Période                            | Président | Président               |
| --------------------------- | ----- | ------ | ---------------------------------- | --------- | ----------------------- |
| Manuel Suárez Arce          |       | PDC    | 11 mars 1990 – 11 mars 1994        |           | Patricio Aylwin         |
| Baldovino Erasmo Gómez Alba |       | PS     | 11 mars 1994 – 11 mars 2000        |           | Eduardo Frei Ruíz-Tagle |
| Mario Margoni Gadler        |       | PDC    | 11 mars 2000 – 28 décembre 2001    |           | Ricardo Lagos           |
| José Contreras              |       | ¿?     | 28 décembre 2001 – 11 mars 2006    |           | Ricardo Lagos           |
| María Isabel Sánchez        |       | PDC    | 11 mars 2006 – 11 mars 2010        |           | Michelle Bachelet       |
| Max Salas Illanes           |       | Ind-RN | 11 mars 2010 – 11 mars 2014        |           | Sebastián Piñera        |
| José Ruiz Santana           |       | PS     | 11 mars 2014 – 11 mars 2018        |           | Michelle Bachelet       |
| Ana Mayorga Bahamonde       |       | UDI    | 11 mars 2018 – 24 octobre 2019     |           | Sebastián Piñera        |
| Raúl Suazo Mardones         |       | UDI    | 12 novembre 2019 – 14 juillet 2021 |           | Sebastián Piñera        |

### Délégué provincial à la présidence (depuis 2021)
Nouveau poste remplaçant le poste de gouverneur provincial.
| Gouverneur             | Parti | Parti | Période                        | Président | Président        |
| ---------------------- | ----- | ----- | ------------------------------ | --------- | ---------------- |
| Ericka Farías Guerra   |       | UDI   | 14 juillet 2021 – 11 mars 2022 |           | Sebastián Piñera |
| Romina Álvarez Alarcón |       | PR    | 11 mars 2022 – en cours        |           | Gabriel Boric    |